# Маковски, Зак
Закари Пол Маковски (англ. Zachary Paul Makovsky; 19 апреля 1983, Бетлехем) — американский боец смешанного стиля, представитель легчайшей и наилегчайшей весовых категорий. Выступает на профессиональном уровне начиная с 2006 года, известен по участию в турнирах таких бойцовских организаций как UFC, Bellator, M-1 Global, Deep, EliteXC, владел титулом чемпиона Bellator в легчайшем весе.

## Биография
Зак Маковски родился 19 апреля 1983 года в городе Бетлехеме штата Пенсильвания. В возрасте шести лет начал серьёзно заниматься борьбой, уже в старшей школе активно выступал на соревнованиях и был капитаном местной борцовской команды. Поступив в университет, продолжил тренироваться, боролся в первом дивизионе Национальной ассоциации студенческого спорта. Позже освоил такую дисциплину как грэпплинг, дважды становился чемпионом мира по грэпплингу в категории до 60 кг.
В смешанных единоборствах дебютировал на профессиональном уровне в декабре 2006 года, выиграв у своего первого соперника единогласным решением судей. Дрался преимущественно на территории штата Нью-Джерси в турнирах таких промоушенов как CITC и Extreme Challenge, одержал три победы, в том числе завоевал титул чемпиона CITC в легчайшей весовой категории. Первое в карьере поражение потерпел в январе 2008 года на турнире ShoXC — во втором раунде поединка с бразильцем Вилсоном Рейсом попался в удушающий приём «треугольник» и вынужден был сдаться. Затем выиграл ещё три поединка, в 2009 году выступил на турнире Deep в Японии, но проиграл удушающим приёмом сзади местному японскому бойцу Тосиаки Китаде. Также выиграл один поединок в организации M-1 Global.
Имея в послужном списке восемь побед и только два поражения, в 2010 году Маковски привлёк к себе внимание крупной американской организации Bellator Fighting Championships и дебютировал здесь с победы над Эриком Люком. Позже он принял участие в гран-при третьего сезона легчайшего веса, на стадиях четвертьфиналов и полуфиналов благополучно прошёл Ника Мамалиса и Брайана Голдсби соответственно, после чего в решающем финальном поединке встретился с Эдом Уэстом. Уже в начале поединка Маковски пропустил сильный удар коленом и оказался в нокдауне, однако он всё же сумел восстановиться и по итогам пяти раундов выиграл единогласным судейским решением, став первым чемпионом Bellator в легчайшей весовой категории.
В 2011 году провёл два рейтинговых нетитульных боя в Bellator и в обоих одержал победу. Первый и последний раз защищал свой чемпионский пояс в апреле 2012 года — в поединке с бразильцем Эдуарду Дантасом проиграл сдачей во втором раунде в результате успешно проведённого треугольника руками. Далее вышел в клетку против соотечественника Энтони Леоне и уступил ему крайне спорным раздельным решением. Потерпев два поражения подряд, вскоре был уволен из Bellator.
Впоследствии Маковски принял решение спуститься в наилегчайшую весовую категорию, выиграл два поединка в менее престижных американских промоушенах CFFC и RFA, в частности завоевал вакантный титул чемпиона RFA в наилегчайшем весе.
В конце 2013 года подписал контракт с крупнейшей бойцовской организацией мира Ultimate Fighting Championship и вышел вместо травмировавшегося Джона Додсона на бой против Скотта Йоргенсена, которого в итоге победил единогласным решением. В дальнейшем по очкам победил Джоша Сэмпо, но проиграл Жусиеру Формиге. В 2015 году так же выступал с попеременным успехом, сначала решением выиграл у Тима Эллиотта, потом потерпел поражение от Джона Додсона. 2016 год оказался для него совсем неудачным, последовали поражения от Джозефа Бенавидеса и Дастина Ортиса.
В мае 2017 года одержал победу на турнире российского промоушена Absolute Championship Berkut.

## Статистика в профессиональном ММА
| Боёв 29  | Побед 20 | Поражений 9 |
| -------- | -------- | ----------- |
| Нокаутом | 1        | 0           |
| Сдачей   | 7        | 3           |
| Решением | 12       | 6           |

| Результат | Рекорд | Соперник         | Способ                     | Турнир                                   | Дата             | Раунд | Время | Место              | Примечание                                                |
| --------- | ------ | ---------------- | -------------------------- | ---------------------------------------- | ---------------- | ----- | ----- | ------------------ | --------------------------------------------------------- |
| Поражение | 20-9   | Йони Щербатов    | Единогласное решение       | ACB 72                                   | 14 октября 2017  | 3     | 5:00  | Монреаль, Канада   |                                                           |
| Победа    | 20-8   | Жосиел Силва     | Сдача (гильотина)          | ACB 60                                   | 13 мая 2017      | 3     | 1:08  | Вена, Австрия      |                                                           |
| Поражение | 19-8   | Дастин Ортис     | Раздельное решение         | UFC 206                                  | 10 декабря 2016  | 3     | 5:00  | Торонто, Канада    |                                                           |
| Поражение | 19-7   | Джозеф Бенавидес | Единогласное решение       | UFC Fight Night: Hendricks vs. Thompson  | 6 февраля 2016   | 3     | 5:00  | Лас-Вегас, США     |                                                           |
| Поражение | 19-6   | Джон Додсон      | Единогласное решение       | UFC 187                                  | 23 мая 2015      | 3     | 5:00  | Лас-Вегас, США     |                                                           |
| Победа    | 19-5   | Тим Эллиотт      | Единогласное решение       | UFC Fight Night: Henderson vs. Thatch    | 14 февраля 2015  | 3     | 5:00  | Брумфилд, США      |                                                           |
| Поражение | 18-5   | Жусиер Формига   | Единогласное решение       | UFC Fight Night: Bader vs. St. Preux     | 16 августа 2014  | 3     | 5:00  | Бангор, США        |                                                           |
| Победа    | 18-4   | Джош Сэмпо       | Единогласное решение       | UFC 170                                  | 22 февраля 2014  | 3     | 5:00  | Лас-Вегас, США     |                                                           |
| Победа    | 17-4   | Скотт Йоргенсен  | Единогласное решение       | UFC on Fox: Johnson vs. Benavidez 2      | 14 декабря 2013  | 3     | 5:00  | Сакраменто, США    |                                                           |
| Победа    | 16-4   | Мэтт Манзанарес  | Единогласное решение       | RFA 11                                   | 22 ноября 2013   | 5     | 5:00  | Брумфилд, США      | Выиграл вакантный титул чемпиона RFA в наилегчайшем весе. |
| Победа    | 15-4   | Клаудио Ледесма  | Единогласное решение       | CFFC 24                                  | 11 мая 2013      | 3     | 5:00  | Атлантик-Сити, США | Дебют в наилегчайшем весе.                                |
| Поражение | 14-4   | Энтони Леоне     | Раздельное решение         | Bellator 83                              | 7 декабря 2012   | 3     | 5:00  | Атлантик-Сити, США |                                                           |
| Поражение | 14-3   | Эдуарду Дантас   | Сдача (треугольник руками) | Bellator 65                              | 13 апреля 2012   | 2     | 3:26  | Атлантик-Сити, США | Лишился титула чемпиона Bellator в легчайшем весе.        |
| Победа    | 14-2   | Райан Робертс    | Сдача (север-юг)           | Bellator 54                              | 15 октября 2011  | 1     | 4:48  | Атлантик-Сити, США | Нетитульный бой.                                          |
| Победа    | 13-2   | Чед Робишо       | TKO (удары руками)         | Bellator 41                              | 16 апреля 2011   | 3     | 2:02  | Юма, США           | Нетитульный бой.                                          |
| Победа    | 12-2   | Эд Уэст          | Единогласное решение       | Bellator 32                              | 14 октября 2010  | 5     | 5:00  | Канзас-Сити, США   | Выиграл титул чемпиона Bellator в легчайшем весе.         |
| Победа    | 11-2   | Брайан Голдсби   | Единогласное решение       | Bellator 30                              | 23 сентября 2010 | 3     | 5:00  | Луисвилл, США      | Полуфинал гран-при 3 сезона Bellator легчайшего веса.     |
| Победа    | 10-2   | Ник Мамалис      | Единогласное решение       | Bellator 27                              | 2 сентября 2010  | 3     | 5:00  | Сан-Антонио, США   | Четвертьфинал гран-при 3 сезона Bellator легчайшего веса. |
| Победа    | 9-2    | Эрик Люк         | Сдача (кимура)             | Bellator 21                              | 10 июня 2010     | 2     | 4:28  | Холливуд, США      |                                                           |
| Победа    | 8-2    | Джош Рэйв        | Сдача (гильотина)          | M-1 Selection 2010: The Americas Round 1 | 3 апреля 2010    | 3     | 1:49  | Атлантик-Сити, США |                                                           |
| Победа    | 7-2    | Дэвид Харрис     | Сдача (треугольник)        | Adrenaline: New Breed                    | 26 февраля 2010  | 1     | 1:50  | Атлантик-Сити, США |                                                           |
| Поражение | 6-2    | Тосиаки Китада   | Сдача (удушение сзади)     | Deep: 43 Impact                          | 23 августа 2009  | 1     | 4:22  | Токио, Япония      |                                                           |
| Победа    | 6-1    | Нейт Уильямс     | Сдача (удушение сзади)     | WCA: Caged Combat                        | 6 июня 2009      | 3     | 2:33  | Атлантик-Сити, США |                                                           |
| Победа    | 5-1    | Джастин Роббинс  | Сдача (удушение сзади)     | Extreme Challenge: The War at the Shore  | 26 января 2009   | 2     | 1:05  | Атлантик-Сити, США |                                                           |
| Победа    | 4-1    | Андре Соарес     | Единогласное решение       | EliteXC: Primetime                       | 31 мая 2008      | 3     | 5:00  | Ньюарк, США        |                                                           |
| Поражение | 3-1    | Вилсон Рейс      | Сдача (треугольник руками) | ShoXC: Elite Challenger Series           | 25 января 2008   | 2     | 1:15  | Атлантик-Сити, США |                                                           |
| Победа    | 3-0    | Эмерсон Соуза    | Единогласное решение       | CITC: Fearless Fighters Return           | 6 октября 2007   | 3     | 5:00  | Трентон, США       | Выиграл титул чемпиона CITC в легчайшем весе.             |
| Победа    | 2-0    | Леандро Эскобар  | Раздельное решение         | Extreme Challenge 75                     | 23 марта 2007    | 3     | 5:00  | Трентон, США       |                                                           |
| Победа    | 1-0    | Тинх Тапи        | Единогласное решение       | CITC: Evolutions                         | 9 декабря 2006   | 3     | 5:00  | Асбери-Парк, США   |                                                           |